# Castagneto Po
Castagneto Po – miejscowość i gmina we Włoszech, w regionie Piemont, w prowincji Turyn.
Według danych na rok 2004 gminę zamieszkuje 1425 osób, 129,5 os./km².
W 2009 r. położony w tej miejscowości zamek należący od 1957 r. do rodziny Carli Bruni kupił arabski szejk.